# Jérôme Guéry
Jérôme Guéry (né le 24 juillet 1980) est un cavalier professionnel belge de saut d'obstacles. 
Il est champion d'Europe 2019 de la discipline avec l'équipe belge, médaille de bronze par équipes aux Jeux olympiques d'été de 2020, et vice-champion du monde en 2022.

## Biographie
Jérôme Guéry débute l'équitation vers l'âge de dix ans, grâce à sa nounou, qui est cavalière et qui l'emmène à son centre équestre. Bien que sa famille ne soit pas issue du monde équestre, son père le soutient en lui achetant à douze ans son premier poney, Impala, et en contactant le cavalier d'élite Nelson Pessoa pour qu'il l'entraîne. Jérôme Guéry obtient son premier cheval à quinze ans, et suit en parallèle sa scolarité au lycée. Quand il atteint seize ans, plusieurs éleveurs de sa région commencent à lui confier des chevaux gratuitement. Après avoir obtenu son baccalauréat, il prend une année sabbatique pour se concentrer sur l'équitation.
Après une mauvaise expérience en Suisse, il rejoint le haras des Hayettes en Normandie, où il travaille durant trois ans et rencontre sa future épouse. Il monte sa propre écurie avec elle en 2001, commençant par louer son infrastructure pour se concentrer sur le commerce des chevaux durant cinq ans. À partir de 2006 et jusqu'en 2012, il gère ses propres écuries dans le Brabant wallon.

### Carrière sportive de haut niveau

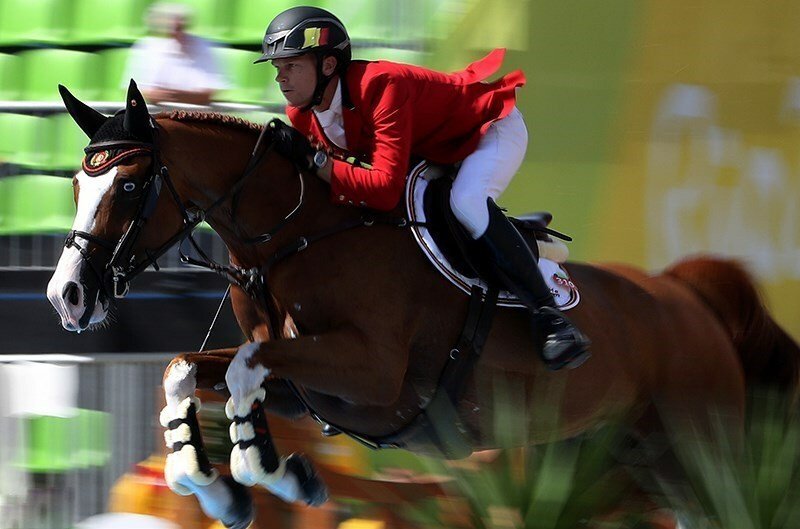
Jérôme Guéry montant Grand Cru van de Rozenberg aux Jeux olympiques d'été de 2016.

En 2012, il décide de devenir cavalier de saut d'obstacles professionnel à plein temps, après sa victoire au championnat de Belgique avec Tic Tac du Seigneur. Il gravit alors progressivement les échelons du sport de haut niveau. 
Après une saison 2022 exceptionnelle, il connaît une saison 2023 compliquée en raison d'une blessure de son cheval de tête Quel Homme de Hus, et de la vente d'un de ses meilleurs chevaux, Floris TN, à l'Arabie saoudite.
Il vise une participation aux Jeux olympiques d'été de 2024 avec ce cheval,.
Le 24 juillet 2024, il est nommé porte-drapeau de la Belgique aux Jeux olympiques d'été de 2024 à Paris aux côtés de la joueuse de basket-ball Emma Meesseman.

## Palmarès

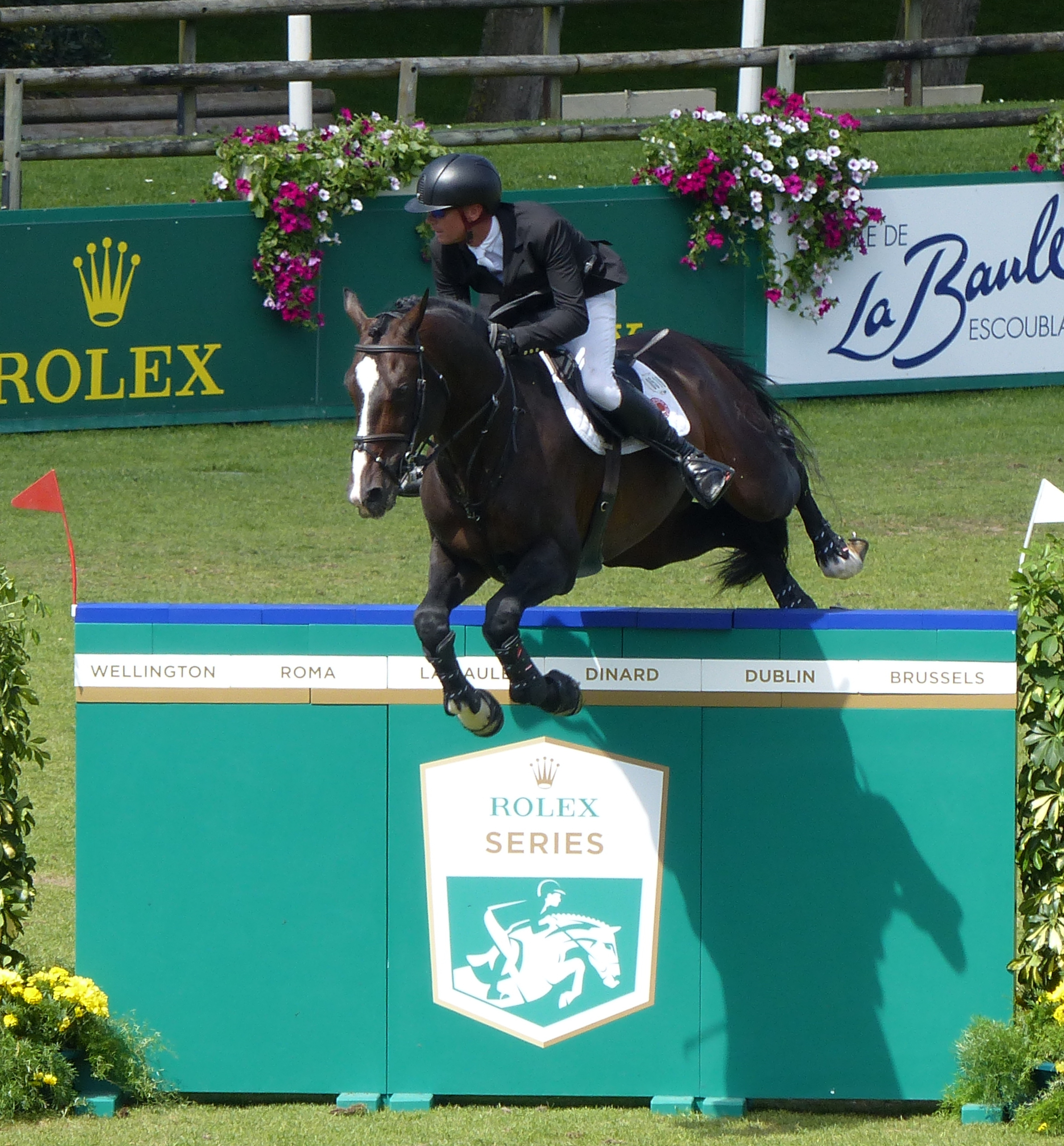
Jérôme Guéry montant Quel Homme de Hus au CSIO de La Baule de 2024.

Il participe aux Jeux olympiques d'été de 2016 à Rio de Janeiro avec le cheval Grand Cru van de Rozenberg, terminant 28e en individuel. En 2019, Il devient champion d'Europe par équipe à Rotterdam (avec Grégory Wathelet, Jos Verlooy et Pieter Devos), en montant le cheval Quel Homme de Hus, devenu depuis quelques mois son cheval de tête. Ce titre offre par la même occasion une qualification olympique à la Belgique. En 2021, il participe aux Jeux Olympiques d'été de Tokyo 2020 toujours avec Quel Homme de Hus, et décroche la médaille de bronze par équipe avec Grégory Wathelet et Pieter Devos. Il s'agit de la première médaille olympique dans les sports équestres belges depuis les Jeux Olympiques de Montréal en 1976. 
Il décroche son premier titre individuel, celui de vice-champion du monde de saut d'obstacles, à Herning en 2022.

## Vie privée
Il a deux enfants, prénommés Mathieu et Clément.